# الرياضة في العراق

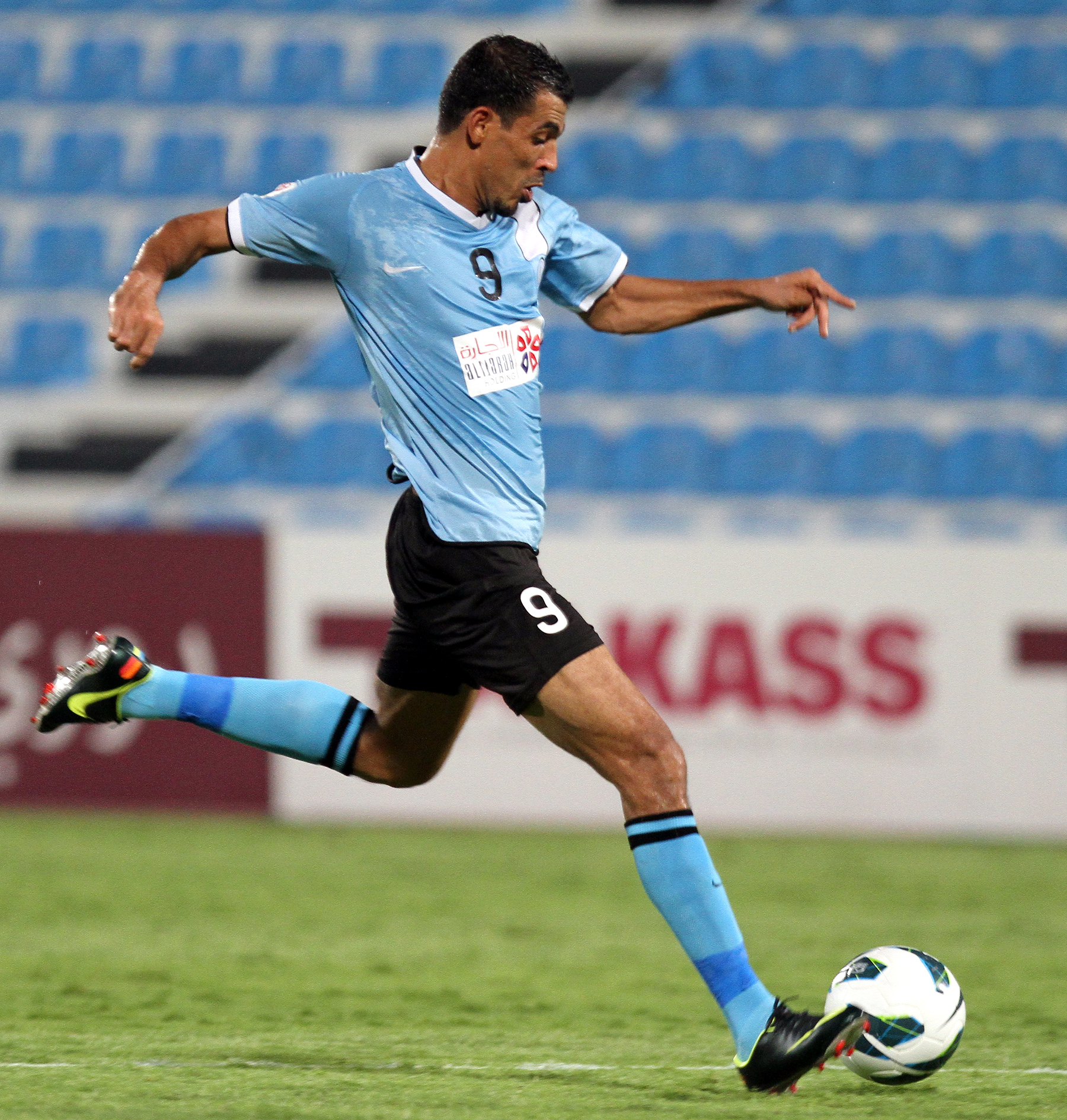

الرياضة في العراق لها مجموعة واسعة من الألعاب الرياضية، لعبت واتباعها في العراق. كرة القدم هي الرياضة الأكثر شعبية في العراق. كرة القدم هي عامل توحيد كبير، وبعد سنوات من الحرب والاضطرابات. كرة السلة وكرة اليد والسباحة ورفع الاثقال وبناء الأجسام والتايكواندو والملاكمة والكيك بوكسينغ، والتنس والرياضات الشعبية أيضا.

## كرة القدم
كرة القدم هي الرياضة الأكثر شعبية في العراق. حيث ان للمنتخب العراقي انجازات كثيرة وعديدة منها تأهله لنهائيات كأس العالم للعام 1986 في المكسيك وقد توج المنتخب العراقي حينما فاز الفريق العراقي لكرة القدم الوطني ببطولة كأس آسيا 2007 بعد فوزه على منتخب المملكة العربية السعودية 1-0 في المباراة النهائية، التي اقيمت في جاكرتا، إندونيسيا. في عام 2006، وصل العراق منتخب العراق لكرة القدم النهائية لدورة الألعاب الآسيوية 2006 في الدوحة، قطر، بعد فوزه في الدور قبل النهائي على منتخب كوريا الجنوبية وبهذا فاز بالفضية. وكان المنتخب العراقي الأولمبي قد شارك في مسابقة كرة القدم في دورة الألعاب الأولمبية الصيفية لعام 2004 في أثينا، اليونان، وحصل العراق على المركز الرابع في أفضل انجاز له في الدورات الأولمبية وجاء بعد منتخب إيطاليا الأولمبي لكرة القدم الذي حصل على الميدالية البرونزية.
اتحاد كرة القدم العراقي هو الهيئة الإدارية لكرة القدم في العراق، وهي الجهة المسيطرة على منتخب العراق لكرة القدم ودوري النخبة العراق. وقد تأسس الاتحاد في عام 1948، وهو عضوا في FIFA منذ عام 1950، وفي الاتحاد الاسيوي لكرة القدم منذ عام 1971.
وأشهر أندية كرة القدم في العراق هي نادي القوة الجوية، الشرطة ، الزوراء ، الطلبة (مقرها في بغداد)، والنجف، كربلاء التي تتنافس في دوري النخبة العراقي. ولكن منذ التغير في العام 2003 سيطرت نوادي المحافظات الشمالية (اربيل -دهوك) على الدوري لفترة من الزمن قبل أن تعود أندية بغداد للمنافسة.

## كرة السلة
كرة السلة هي رياضة شعبية في العراق. هناك اثنين على الأقل من البطولات، وكرة السلة، منظمة مهنية في البلاد، ويدير عددا من الدوريات الكبار والشباب، والدوري العراقي الممتاز، لاعبي النخبة.

### نوادي كرة السلة
- أرمينيا نادي
- آل صفيق مواطنه نادي
- آل الشرطة (كرة السلة) (مقرها في بغداد)
- نادي البيشمركة، وفريق الكردية

## كرة اليد
كرة اليد هي إحدى الرياضات الشعبية في العراق. هناك بطولة واحدة تقام للاندية في الموسم، وكرة اليد، منظمة مهنية في البلاد، ويدير بطولة الدوري العراقي لكرة اليد، الذي يحتوي على لاعبي النخبة، شهدت السنوات الاخيرة عودة كرة اليد العراقية إلى الساحة القارية والعربية بعد سنوات طويلة من الانقطاع والابتعاد عن الساحة القارية والعربية والدولية.

### نوادي كرة اليد
- نادي الكرخ
- نادي الشرطة
- نادي الجيش

## كيك بوكسينغ
لدى العراق بطل العالم 6 مرات رياض العزاوي في الكيك بوكسينغ.[بحاجة لمصدر]

## المصارعة

### مشاهير المصارعين
- عباس الديك: هو عباس بن عبد الله الديك العبيدي، من بهلوانية بغداد المشاهير، وُلد في محلة الهيتاويين سنة 1902م وقد ذاع صيته بمنازلته المصارع الألماني الهر كريمير.[2]
- الشيخ صدري آل أسد خان، تنازل هو وعباس الديك عام 1921م في كربلاء.[3]
- عدنان القيسي.
- عوسي الأعظمي.
- مصطفى ميرزة (مصطفى الركاع): مصارع كبير من الأعظمية حصل على العديد من الأوسمة أيام شبابه.[4]